# Pierre Narbaitz
Pierre Narbaitz Caillava, né le 25 mars 1910 à Ascarat et mort dans la même ville le 16 août 1984, est un historien, écrivain et académicien basque français de langue basque et langue française.

## Biographie
Il fait ses études à Belloc (1923-1926), Ustaritz (1926-1928), Bayonne (1928-1934) et Toulouse (1935-1938). Licencié en philosophie et Lettres en 1938, il est professeur au Grand séminaire de Bayonne, puis directeur diocésain en 1945. Elizako Liburua est publié en 1946 et la même année, Pierre Narbaitz dirige  «Etchea», un journal mensuel en faveur de l'« Action Catholique des femmes basques ». Vicaire général de Bayonne en 1952, il publie en 1954 Kattalinen Gogoetak, distribué au Guipuscoa par le Père Luis Villasante.
Il édite aussi quelques petites publications religieuses, recueillies auprès de chants (Charamela) et de cantiques basques (Lurdeko Lorea, etc) et un certain nombre d'articles dans des revues basques telles que Gure Herria.
Un missel pour enfants Meza-bezperak est publié en 1961 et l'année suivante Elizako liburua, un missel basque. Pierre Narbaitz devient académicien correspondant à l'Académie de la langue basque ou  Euskaltzaindia et vit depuis 1962 à Bayonne. San Frantses jatxukoa est publié en 1966 à Saint-Sébastien et en 1967, une ancienne biographie de Saint Michel Garicoits.
En 1975, Le Matin basque ou Histoire ancienne du peuple vascon est publié à Paris et Un orfèvre basque : Maurice Ravel à Anglet. Sont publiés en 1978 à Bayonne les ouvrages Nabarra ou quand les Basques avaient des rois et Orria : ou la bataille de Roncevaux (15 août 778). Il sera aussi un précieux collaborateur de Historia del Pueblo Vasco (Histoire du peuple basque), publié à Saint-Sébastien en 1978-1979.
Écrivain et historien, mettant à profit sa parfaite connaissance du latin, le chanoine Pierre Narbaitz a pu se plonger dans l'analyse de documents anciens. Connaissant très bien aussi son pays et sa langue, il fait partie de ces historiens du XXe siècle (parmi lesquels Philippe Veyrin, auteur de l'ouvrage Les Basques chez Arthaud) qui ont permis de révéler l'histoire du Pays basque.
Parmi ses travaux d'historien, il a fait une étude des documents connus, tant chrétiens que musulmans, se rapportant à la bataille de Roncevaux qu'il publie dans son livre Orria : ou la bataille de Roncevaux (15 août 778).

## Publications

### Publication périodique
Publiés dans Gure Herria, Aintzina et Herria

### Ouvrages ayant trait à lareligion
- Elizako liburua, 1945
- Elizako predikua, «Gure Herria», 1956 ;
- Ama Birjina Lurdekoari, 1957
- San Frantses Jatsukoa, 1966, bilingue
- Chants et musiques liturgiques:
  - Charamela, 1951
  - Lurdeko lorea, 1957
  - Meza-bezperak, 1961
  - Meza laburra, 1965

### Ouvrages divers
- Ixtorio ederrena, 1948 ;
- Eskual Egutegia, 1950 ;
- Xaramela, 1951 ;
- Kataliñen gogoetak (les pensées de Kattalin), 1958, EFA; Kattalinen gogoetak, 1999, Elkar ;
- Pascal-en gogoetak, traduction en basque des « Pensées » de Pascal, années 1970 ;
- Le matin basque : ou, Histoire ancienne du peuple vascon, Paris, Librairie Guénégaud SA, 1975, 519 p. (OCLC 1974692) ;
- Un orfèvre basque : Maurice Ravel, Académie Internationale Maurice Ravel, 1975 ;
- Nabarra ou quand les Basques avaient des rois, Pampelune / Bayonne, Diffusion Zabal, 1978, 637 p. (ISBN 84-399-6492-7) ;
- Orria : ou la bataille de Roncevaux (15 août 778)[2] ;
- Blas Pascal. Gogoetak, euskararat itzuliak, 1981.

### Anthologies/ Recueils
- Pierre Narbaitz. Antologia, Euskaltzaleen Biltzarra, 2010[3]